# 흰이마기러기
흰이마기러기(학명: Anser erythropus)는 오리과 기러기아과 기러기속에 딸린 조류의 일종이다.

## 분포
러시아의 북극권 지역과 스칸디나비아반도에서 번식하고, 겨울철에 인도・중화인민공화국・일본・헝가리・카스피해・흑해 연안 지역으로 남하해서 월동한다. 스칸디나비아~유럽러시아에서 번식하고 남유럽~중앙아시아에서 월동하는 개체군과, 시베리아에서 번식하고 동아시아(중국・일본・한반도)에서 월동하는 두 개체군으로 나뉜다.

## 형태
전장 53 - 66 센티미터. 익장 36 - 39 센티미터. 익개장 128 센티미터. 체중 1.4 - 2.5 킬로그램. 전신이 암갈색이지만 이마에서 정수리까지만 희다. 복부에는 불규칙한 검은 가로줄무늬가 있다. 날개가 길어서 날개 끝이 꼬리깃보다 뒤로 삐친다.
눈테는 노란색. 부리는 짧고 분홍색이다. 다리는 귤색이다.

## 생태
습지・농경지・목초지에 서식한다.
식성은 초식성으로, 풀(사초 따위), 나뭇잎 등을 먹는다.

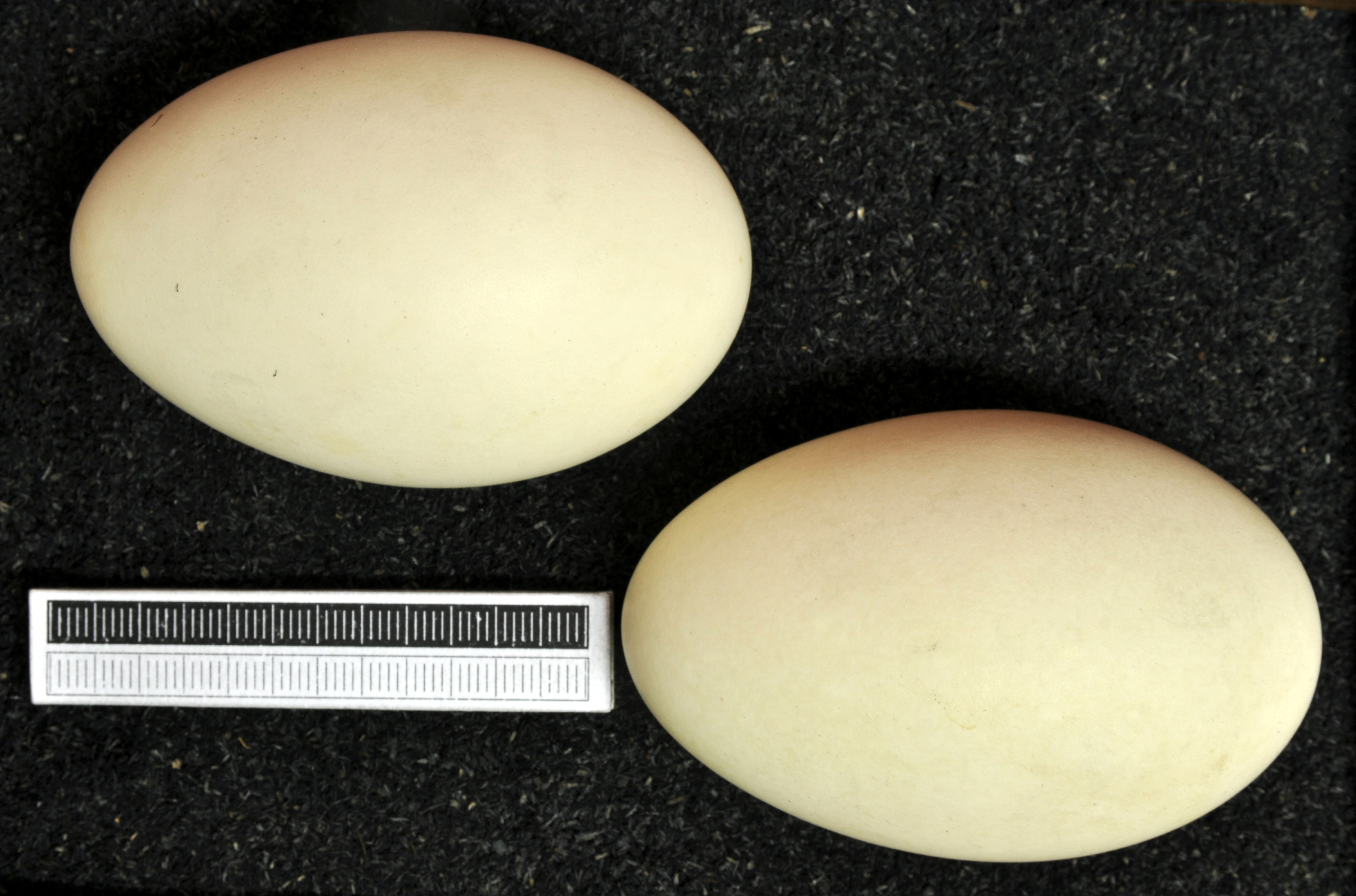
알.

번식은 난생이다. 주로 툰드라와 타이가의 경계에서 버식한다. 5 - 6월에 3 - 8개(평균 5개)의 알을 낳는다. 포란 기간은 25 - 28일. 새끼는 부화하고 35일만에 날 수 있게 된다.

## 보존
개발로 인한 서식지 파괴, 수렵 등으로 개체수가 감소하고 있다.
1981년에 스웨덴과 네덜란드 사이의 흰머리기러기 왕래를 부활시키기 위해 흰뺨기러기에게 탁란시키는 시도가 진행되어 성과가 있었다. 헝가리에서는 1950년대 이전의 월동 개체수가 12만 마리 이상이었는데, 1980년대에는 수천 마리로 줄어든 것으로 추정된다. 중국 동정호에서의 1996년 월동 개체수는 566마리로 관찰되었다.

## 문화
일본의 가몬 등 전통문양에 사용되는 기러기문양(雁金紋)이 흰이마기러기를 도식화한 것이다.

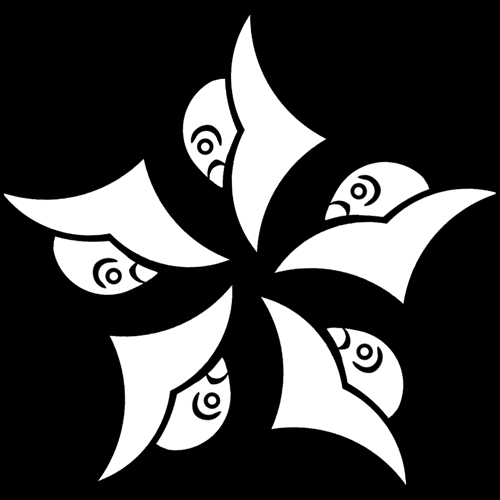